# Hampton Poyle
Hampton Poyle – wieś w Anglii, w hrabstwie Oxfordshire, w dystrykcie Cherwell. Leży 10 km na północ od Oksfordu i 88 km na północny zachód od Londynu. Miejscowość liczy ok. 150 mieszkańców.